# 撒克遜 (加利福尼亞州)
薩克森（英語：Saxon）是位於美國加利福尼亞州優洛縣的一個非建制地區。該地的面積和人口皆未知。

## 地理
薩克森的座標為38°28′00″N 121°39′23″W / 38.46667°N 121.65639°W，而該地的平均海拔高度為7米（即23英尺）。